# Фотиново (Кирджалійська область)
Фо́тиново (болг. Фотиново) — село в Кирджалійській області Болгарії. Входить до складу общини Кирково.

## Населення
За даними перепису населення 2011 року у селі проживали 850 осіб.
Національний склад населення села:
| Національність   | Кількість осіб | Відсоток |
| ---------------- | -------------- | -------- |
| турки            | 726            | 98,9%    |
| болгари          | 3              | 0,4%     |
| цигани           | 0              | 0%       |
| інша             | 0              | 0%       |
| не визначились   | 5              | 0,7%     |
| Всього відповіли | 734            |          |

Розподіл населення за віком у 2011 році:
Динаміка населення: